# FC TVMK Tallinn
FC TVMK Tallinn je zaniklý estonský fotbalový klub, který sídlil v hlavním městě Tallinnu. Založen byl v roce 1951, ale největší slávy dosáhl až po roce 2000. V roce 2005 poprvé a naposledy získal titul v nejvyšší domácí soutěži, zvané Meistriliiga. Na svém kontě má i dvě vítězství v estonském fotbalovém poháru – Eesti Karikas (2002/03, 2005/06) a dvakrát také získal estonský Superpohár (2005, 2006). Díky těmto úspěchům nahlédl i do evropských pohárů, kde však nikdy neprošel přes nástrahy předkolové fáze. Po zisku mistrovského tituli přišly vleklé finanční problémy, které vyvrcholily odebráním licence profesionálního klubu a následným zánikem v roce 2008.

## Historie

### Historické názvy
- TVMK Tallinn (1951–1991)
- TVMV Tallinn (1992)
- Tevalte-Marlekor (1995–1996)
- FC Marlekor (1996–1997)
- TVMK Tallinn (1997–2008)

TVMK Tallin byl založen roku 1951. Až do roku 1986, kdy vstoupil do "Jõgeva III division", působil jako regionální klub. Ještě v roce 1986, v němž se stal profesionálním klubem, zvítězil ve III. divizi a postoupil do II. ligy. V roce 1989 postoupil do 1. ligy Estonské sovětské socialistické republiky a hned v následujícím roce tuto soutěž vyhrál. Raketový vzestup potvrdil i v ročníku 1991, kdy dosáhl stejného umístění a obhájil titul. Byl to zároveň poslední ligový ročník před rozpadem SSSR a Estonskou nezávislostí.
V roce 1992 vstoupil klub do nově vzniklé Meistriliigy, přejmenoval se na TVMV Tallin a v soutěži obsadil 3. místo.
Později prošel ještě řadou změn v názvu, zejména z důvodu změny hlavního sponzora. V sezoně 2002/03 získal svou první významnou trofej, když zvítězil v Estonském poháru – Eesti Karikas. To už v lize pravidelně obsazoval příčky na stupních vítězů a účastnil se Evropských pohárů. V roce 2005 vyhrál Meistriliigu a zajistil si účast v 1. předkole Ligy mistrů 2006/07. Vypadl však s islandským mistrem FH Hafnarfjörður, celkovým skóre 3-4.

### Po zisku titulu v roce 2005

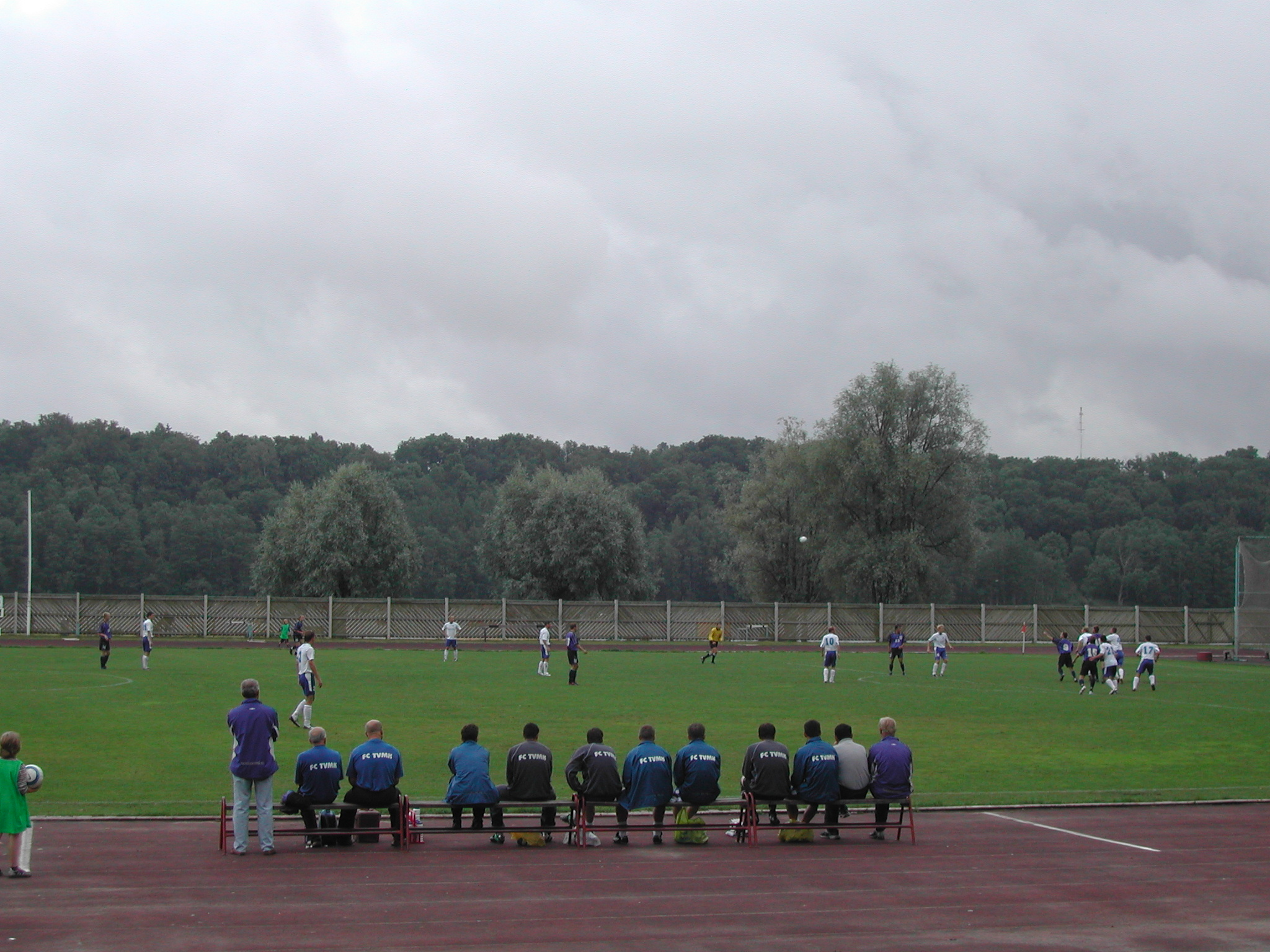
Hráči TVMK při utkání

Po zisku titulu přišly finanční problémy a klub byl nucen prodat své klíčové hráče. Nejlepší střelci Ingemar Teever a Tarmo Neemelo odešli do Švédska a další hráči odešli do jiných estonských celků. Následkem byl propad na čtvrté místo v lize, ale přesto dokázal klub zvítězit v domácím poháru i v Superpoháru. V Superpoháru zvítězil i v roce 2006 a zdálo se, že krize je odvrácena.
Finanční problémy však stahovaly klub stále níže a po sezoně 2007 ztratil status profesionálního týmu. Z klubu nakonec odešel i předseda Pjotr Sedin a ten byl po vypadnutí z 1. předkola Poháru UEFA 2008/09 nucen vyhlásit úpadek.

## Úspěchy
- Meistriliiga (1×)

2005
- Estonský fotbalový pohár (2×)[1]

2002/03, 2005/06
- Estonský Superpohár (2×)

2005, 2006

## Přehled výsledků v evropských pohárech
Souhrn působení aktuální k zániku klubu:
| Soutěž              | Z  | V | R | P  | VG | OG |
| ------------------- | -- | - | - | -- | -- | -- |
| Liga mistrů UEFA    | 2  | 0 | 1 | 1  | 3  | 4  |
| Evropská liga UEFA  | 10 | 0 | 2 | 8  | 6  | 25 |
| Pohár vítězů pohárů | 0  | 0 | 0 | 0  | 0  | 0  |
| Intertoto Cup       | 4  | 0 | 1 | 3  | 2  | 9  |
| Celkem              | 16 | 0 | 4 | 12 | 11 | 38 |

Q = PŘEDKOLO, 1Q = 1. PŘEDKOLO, 2Q = 2. PŘEDKOLO, 3Q = 3. PŘEDKOLO
| Sezona  | Soutěž           | Fáze    | Země   | Soupeř           | Doma | Venku | Celkově |
| ------- | ---------------- | ------- | ------ | ---------------- | ---- | ----- | ------- |
| 2001    | Intertoto Cup    | 1Q      | Izrael | Hapoel Haifa     | 0–2  | 0–3   | 0–5     |
| 2002–03 | Pohár UEFA       | 1Q      | Gruzie | Dinamo Tbilisi   | 1–4  | 0–1   | 1–5     |
| 2003–04 | Pohár UEFA       | 1Q      | Dánsko | Odense BK        | 1–1  | 0–3   | 1–4     |
| 2004–05 | Pohár UEFA       | 1Q      | Island | ÍA Akranes       | 2–4  | 1–2   | 3–6     |
| 2005–06 | Pohár UEFA       | 1Q      | Finsko | MyPa             | 1–1  | 0–1   | 1–2     |
| 2006–07 | Liga mistrů UEFA | 1Q      | Island | FH Hafnarfjörður | 2–3  | 1–1   | 3–4     |
| 2007    | Intertoto Cup    | 1. kolo | Finsko | FC Honka         | 0–0  | 2–4   | 2–4     |
| 2008–09 | Pohár UEFA       | 1Q      | Dánsko | FC Nordsjælland  | 0–3  | 0–5   | 0–8     |